# Lage Wedin
Alf Lage Erik Wedin, född 13 december 1943 i Örnsköldsvik, Västernorrlands län, är en svensk universitetslektor i psykologi samt konsert- och kyrkosångare.

## Biografi
Efter akademiska studier disputerade Lage Wedin 1972 vid Stockholms universitet på avhandlingen Multivariate studies of musical perception. Han är universitetslektor vid Psykologiska institutionen på Stockholms universitet.
Vid sidan av arbetet på universitet är Lage Wedin också kyrko- och konsertsångare med utbildning hos Erik Saedén. Wedin har sjungit i Sveriges Radios symfoniorkester och har varit solist i Bachs H-mollmässa samt i Nielsens Sinfonia espansiva. Han är sedan 1977 medlem av Radiokören, där han ofta framträder som solist.
Lage Wedin är sedan 1965 gift med LisBeth Wedin (född 1940).